# Maxwel Cornet
Maxwel Cornet (* 27. September 1996 in Bregbo, Elfenbeinküste) ist ein ivorisch-französischer Fußballer auf der Position eines Stürmers. Er spielte über sechs Jahre lang für Olympique Lyon und ist ehemaliger französischer Nachwuchsnationalspieler; mit der französischen U-19-Auswahl nahm er an der U-19-EM 2015 in Griechenland teil.

## Vereinskarriere
Cornet wurde im Jahre 1996 in der Elfenbeinküste im Dorf Bregbo an der Ébrié-Lagune in der Nähe von Bingerville geboren, in dem er auch die ersten Lebensjahre verbrachte. Im Alter von dreieinhalb Jahren kam er mit seiner Familie nach Frankreich in die Nähe von Metz. Nachdem er im Jahre 2004 für einige Monate beim unterklassig agierenden Fußballklub JS ARS Laquenexy angemeldet gewesen war, wechselte er noch im selben Jahr in den Nachwuchsbereich des größten Klubs der Region, dem Erstligisten FC Metz. Beim FC Metz durchlief er sämtliche Jugendaltersklassen und wurde ab der Saison 2012/13 erstmals in Reserve- und Profimannschaft des Vereins eingesetzt. Mit dem Reserveteam nahm er in der CFA an zwölf Ligaspielen teil und erzielte zwei Tore. Am Saisonende stieg er mit der Mannschaft, die als einzige Mannschaft ihrer Gruppe über die gesamte Spielzeit hinweg auf einem Relegationsplatz rangiert hatte, in die fünftklassige CFA 2 ab.
Für die Profimannschaft, die inzwischen in der National (D3), der dritthöchsten Fußballliga des Landes, vertreten war, debütierte er als 15-Jähriger im August 2012. In neun Meisterschaftseinsätzen erzielte er einen Treffer und wurde mit dem Team mit sechs Punkten Rückstand auf die US Créteil Zweiter im Endklassement und stieg in die Ligue 2 auf.
In der Saison 2013/14 verzeichnete Cornet ähnliche Einsatzzahlen wie in der vorherigen Spielzeit. Bei 14 Ligaeinsätzen wurde er ein- oder ausgewechselt und erzielte auch kein Tor. An der Seite von torgefährlichen Spielern wie Diafra Sakho (20 Treffer) und Yeni N’Gbakoto (14 Treffer) hatte er es in der Angriffsreihe schwer, Einsatzminuten zu sammeln. Am Saisonende wurde er mit dem Team mit elf Punkten Vorsprung auf RC Lens Meister der Ligue 2 und stieg in die Ligue 1 auf. Cornet stieg auch mit dem Reserveteam am Ende der Spielzeit als Meister der Gruppe C der CFA 2 in die französische Viertklassigkeit auf. Dabei war er in neun Ligaspielen zum Einsatz gekommen und hatte vier Treffer erzielt.
Er schloss sich Cornet im Winter 2014/15 Olympique Lyon an. Bis zum Saisonende, als Olympique Lyon mit acht Punkten Rückstand auf Paris Saint-Germain Vizemeister der Ligue 1 wurde, brachte er es auf vier Ligaeinsätze. Für das Reserveteam, das die Spielzeit am dritten Platz der Gruppe C der CFA beendete, wurde Cornet in drei Meisterschaftspartien eingesetzt und erzielte in jeder dieser Begegnung einen Treffer. Den Großteil der Saison war er aber im Nachwuchs von Lyon im Einsatz und fiel dabei zwischen Mai und Juni für einige Wochen wegen einer Knöchelverstauchung aus. Mit dem U-19-Team des Vereins unterlag er im Finale der Coupe Gambardella der Jugend des FC Sochaux mit 0:2.
Im Sommer 2021 verließ Maxwel Cornet Olympique Lyon, wo er in 252 Pflichtspielen zum Einsatz kam – davon 184 in der Liga. Der Premier League Klub FC Burnley bezahlte eine Ablöse von rund 15 Millionen Pfund (€ 17,5 Mio.) um Cornet zu verpflichten. Sein Vertrag mit Burnley gilt bis 2026. In der Premier League 2021/22 fand sich der Flügelspieler gut zurecht und erzielte neun Treffer, womit er bester Torschütze seines Vereins wurde. Für Burnley lief die Spielzeit weniger gut und endete mit dem Abstieg in die zweite Liga.
Am 5. August 2022 wechselte der 25-Jährige zurück in die Premier League und unterschrieb einen bis 2027 gültigen Vertrag bei West Ham United.
Im August 2024 wurde er an den FC Southampton verliehen. Im Januar 2025 setzte er die Leihe beim CFC Genua fort.

## Nationalmannschaftskarriere

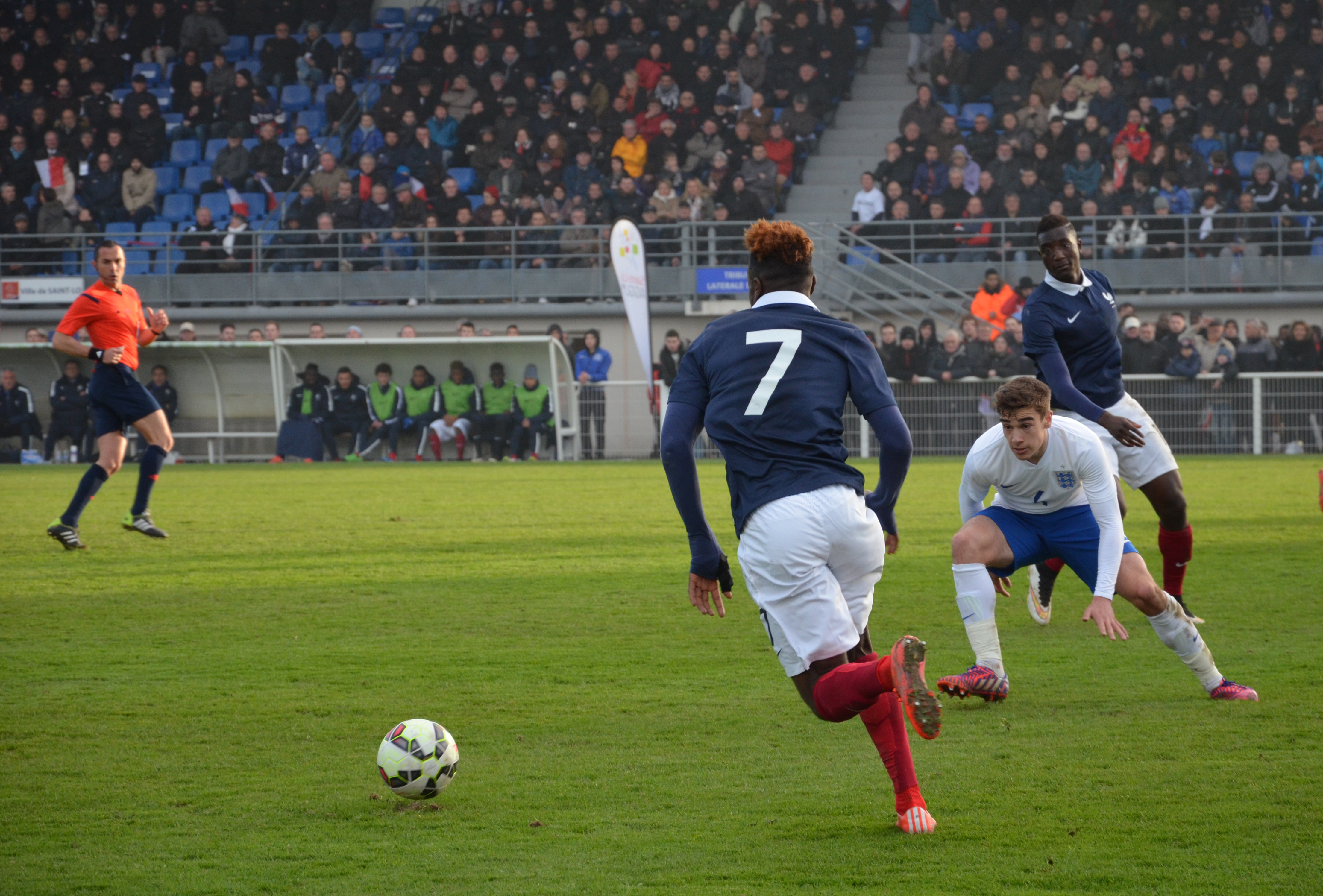
Maxwel Cornet mit der Rückennummer 7 als Spieler der französischen U-19-Nationalmannschaft (2015)

Zu seinen ersten Einsätzen in einer französischen Nachwuchsnationalmannschaft kam Cornet, der wegen seiner Abstammung auch für die Nationalmannschaften der Elfenbeinküste spielberechtigt ist, eine Woche vor seinem 15. Geburtstag am 20. September 2011 für die U-16-Auswahl Frankreichs bei einem 4:0-Sieg über Wales. In diesem Spiel erzielte er in der fünften Spielminute den Treffer zum 2:0. Bis zu seinem letzten U-16-Länderspieleinsatz am 30. Mai 2012, einer 1:2-Niederlage gegen die deutsche U-16-Auswahl, hatte er es für das Team auf 16 Einsätze und fünf Tore gebracht.
Am 24. September 2012 debütierte er bei einem 3:1-Sieg über die bosnisch-herzegowinischen U-17-Junioren, bei dem er in der 15. Minute den Treffer zum 1:0 erzielte. Für die französische U-17-Nationalmannschaft erzielte er in neun Einsätzen sieben Tore, darunter zwei Tore binnen weniger Minuten bei einem 2:0-Sieg über die rumänische U-17. Viele seiner U-17-Einsätze absolvierte Cornet in der Qualifikation  zur U-17-EM, an der die Franzosen allerdings scheiterten.
Im Jahr 2013 kam er am 9. Oktober unter Trainer Pierre Mankowski für die französische U-18 zum Einsatz. In seinem ersten Länderspiel für die U-18, einem 2:2 gegen die U-18-Auswahl aus den USA, erzielte er seine ersten beiden Treffer. Nachdem er in der gleichen Woche noch zu zwei weiteren U-18-Länderspieleinsätzen gekommen war und dabei unter anderem bei einem 4:0-Sieg über Tschechien zwei Tore binnen weniger Minuten erzielt hatte, absolvierte er im Mai 2014 sein viertes und letztes U-18-Länderspiel.
Im November 2013 debütierte Cornet im Alter von 17 Jahren, einem Monat und 17 Tagen unter Trainer Francis Smerecki in der französischen U-19-Nationalmannschaft in einer 3:4-Niederlage gegen Deutschland, als er in der 76. Minute für Manuel Delgado eingewechselt wurde. Bei seinem zweiten Einsatz, einem 2:2 gegen Deutschland, erzielte er innerhalb von zwei Minuten zwei Tore, und am 8. September 2014 bei einem 7:0-Kantersieg über Belgien innerhalb von 20 Minuten einen lupenreinen Hattrick. Cornet absolvierte erfolgreich mit der U-19 die Qualifikation zur U-19-Europameisterschaft 2015. Bei der Endrunde in Griechenland wurde er von Trainer Patrick Gonfalone in drei von vier Spielen eingesetzt und schied mit der Mannschaft im Halbfinale nach einer 0:2-Niederlage gegen Spanien aus. Insgesamt absolvierte er 17 U-19-Länderspiele und erzielte dabei acht Tore. Für die U-20 spielte er zweimal, für die U-21 fünfmal und erzielte für jedes Team je ein Tor.
Im April 2017 entschied sich Cornet, künftig für die ivorische Nationalmannschaft zu spielen.

## Erfolge
FC Metz
- Vizemeister der National (D3) und Aufstieg in die Ligue 2: 2012/13
- Meister Ligue 2 und Aufstieg in die Ligue 1: 2013/14
- Meister der CFA 2 und Aufstieg in die CFA: 2013/14 (mit der Reserve)
- Finalist der Coupe Gambardella: 2014/15 (mit der Jugend)

Olympique Lyon
- Vizemeister der Ligue 1: 2014/15